# Тамашунене, Рита
Рита Тамашунене (лит. Rita Tamašunienė), урождённая Садовская (Sadovska) — литовский политик польского происхождения, министр внутренних дел с августа 2019 по декабрь 2020 года, депутат Сейма трёх созывов.

## Биография
Родилась 27 сентября 1973 года в местечке Майшягала.
Окончила Вильнюсскую консерваторию по специальности «педагог национальной культуры» (1994), бакалавриат Вильнюсского педагогического университета по специальности «учитель немецкого языка» (2004) и магистратуру Университета имени Миколаса Ромериса по специальности «государственное управление» (2007).
С 1994 года учитель начальной школы в деревне Карвис, с 2004 г. директор начальной школы в деревне Пикелишкес Вильнюсского района. В 2007—2012 гг. заместитель начальника управления культуры, спорта и туризма Вильнюсского района.
С 1998 года член Союза поляков Литвы (Избирательная акция поляков Литвы — Союз христианских семей). В 2012 году избрана депутатом Сейма (победила во втором туре), член комиссии по бюджету и финансам, председатель фракции из 8 парламентариев. В 2016 году переизбрана по партийному списку, председатель комиссии по этике и процедурам.
Весной 2019 года глава избирательного штаба кандидата в президенты Вальдемара Томашевского. 
Министр внутренних дел с августа 2019 по декабрь 2020 года в правительстве Саулюса Сквернялиса (первая в истории Литвы женщина на этом посту).
В 2020 году избрана депутатом Сейма по Неменчинскому избирательному округу.
С 14 марта 2024 года староста Смешанной группы депутатов Сейма.
Награждена польским Крестом Заслуги (2012).
Семья: муж, дочь.